# Calochortus monophyllus
Calochortus monophyllus là một loài thực vật có hoa trong họ Liliaceae. Loài này được (Lindl.) Lem. miêu tả khoa học đầu tiên năm 1849.